# Bengt W. Sahlberg
Bengt William Sahlberg, född 21 november 1938 i Stockholm, är en svensk turismforskare. 
Sahlberg disputerade i kulturgeografi vid Lunds universitet 1970 och rekryterades 1990 till Skandinaviens första professur i ämnet kulturgeografi med inriktning på turism, senare turismvetenskap. År 1997 var han med och grundade turismforskningsinstitutet Etour i Östersund där han innehade en professur i kulturgeografi och var forskningsledare från 1997 till 2004. Under 2002 var Sahlberg gästprofessor vid Södertörns högskola.
Han har bland annat skrivit en trilogi inom kulturgeografi och turism med böckerna Kungar, katastrofer och kryddor (1998), Möten, människor och marknader (2001) samt Rötter, riter och roller (2004). Böckerna handlar om varför vi människor reser och hur vi väljer våra resmål.